# ダフィー・ダック
ダフィー・ダック（Daffy Duck）とは、ワーナー・ブラザース制作のアニメーション『ルーニー・テューンズ』のキャラクターである。

## 概説
このダフィー・ダックは、ルーニー・テューンズ初期から登場しており、ルーニー・テューンズが終了する前年の1968年まで出演し続けた。初期は今とは目も大きくかなりデザインが違っていた。主にポーキー・ピッグ、バッグス・バニーと共演しており、主演作に「ダック・ドジャース」がある。
喋る時の破裂音が特徴的で、口癖は“You're Despicable!”（日本語吹き替えは旧版が「こういうのってありなのかよ」、現行版が「お前ってサイテー」）。また、現行日本語吹替え版では、時々語尾が妙な丁寧語になることが多い。
性格は、初期と現在とでは大きく異なる。初期の性格はとにかく明るくお調子者で、観客の笑いを誘う役、いわゆる"スクリューボール・キャラクター"の一躍を担っていた。その例として『可愛さ余って憎さ百倍（原題：My Favorite Duck、1942年）』では、共演していたポーキーに「イカれたカモ」、「完全にイカれてる」と言われるほどである。初期のダフィーは、笑い方が特徴で自分が相手を打ち負かした後などに奇声を上げて喜んでいた。しかし、『標的は誰だ（原題：Rabbit Fire、1951年）』からダフィーの性格を一新し、現在の虚栄心が強く自己中心的な性格で、自分が上だと豪語しバッグスをスターの座から引きずり下ろそうとする性格に変わった。また、バッグスのことは自分よりも人気が下だと思っており、ショーの看板で自分を差し置いてバッグスの名前が先に出ていると、「あのウサギ（バッグス）の名前が先だと！？主役は俺だ！」と言い、ショーの責任者に抗議する事もある。そしてショーの責任者に「あいつ（バッグス）はシロップ漬けにしてもハエ1匹寄り付かない。」と言い張る程（短編「ショービズはキビシ」より）である。ちなみに好きなスポーツは、テニスであり、よく「テニスやらない?」と言って相手を誘う。
なお、アヒルとよく勘違いされているが、彼は鴨である（「ロジャー・ラビット」や、一部の作品ではアヒルとして扱われているが、劇場版で「アヒル?」と言われた際、即座に否定した）。

## 性格・言動
- ガールフレンドにメリッサ・ダックがいる（ルーニー・テューンズ・ショーでは、ティナ・ルッソ）。
- 一部の作品ではエルマーに銃を発砲されたりマービン・ザ・マーシャンの分解ピストルで分解されてもくちばしのみ残り耐久性が高い。『ルーニー・テューンズ:バック・イン・アクション』ではこのくちばしが活躍する。

- 1937年公開の『ポーキーのアヒル狩り（原題：Porky's Duck Hunt）』でデビュー。

- 1960年のテレビシリーズ『バッグス・バニー・ショー』でバッグスと共にテレビデビュー。

- 『ロジャー・ラビット』ではドナルド・ダックとの共演を果たした。いつもの皮肉でドナルドの言葉が聞き取りづらいことを馬鹿にし、彼の怒りを買い、その後ピアノで喧嘩を始める。ラストでドゥームの正体について話す場面では「カモでもない[3]」と語り、アクメの遺書の内容を聞いた時も仲間と共に大喜びしていた。

- 『スペース・ジャム』でもスター気取りは健在ですぐに目立とうするが周囲から全く相手にされず、スターティングメンバーの紹介の時も唯一声援がなかった。序盤ではボールを貰った際、モンスターズに怖気づいてしまい、チアリーダーのグラニーにパスするなど利己的な所は変わらない。バッグスが用意した秘密のドリンク（実際はただの水）を飲んだことで強気になり、終盤、モンスターズの反撃で他の仲間同様ペチャンコになるも毎回やられている為か、持ち前の不死身さでバッグスとローラ、マイケルと共に生き残り、ラスト10秒で助っ人に来たビルの指示でモンスターズに妨害しボールを奪うことに成功し、勝利後、仲間達と共に勝利を喜び合った。

- 『ルーニー・テューンズ・ショー』以降は話し方やお調子者で騒がしい所こそ、変わっていないがバッグスを見下す描写は少なくなっており、『新 ルーニー・テューンズ』以降のスピンオフ作品では、"スクリューボール・キャラクター"の性格に戻り、作品によって初期と今のキャラを使い分けている。
- 『スペース・プレイヤーズ』では作品内に登場する世界「DCワールド」にて「スーパーマン」の格好をして登場した。試合本番では試合には参加せず、指揮をとったが目立った活躍はしておらず、また日頃の行動もあり、勝利した後、仲間達が喜びを分かち合う中、誰からもハグされなかった。その後、バグって消えかかるバッグスを心配する一面を見せた。

## 声優

### 英語版
最初はメル・ブランクが、バッグス・バニーの兼役として担当。ブランクの死去後は、ディー・ブラッドリー・ベイカー、ジェフ・バーグマン→グレッグ・バーソン、ジョー・アラスキーが演じていた。
「ベビー・ルーニー・テューンズ」では、サミュエル・ビンセントが演じていた。
「スペース・プレイヤーズ」では、エリック・バウザが演じた。

### 日本語版
| 吹き替え声優 | 担当時期        | 担当作品                                                                                             | 備考                               |
| ------------ | --------------- | --- | ---------------------------------- |
| 愛川欽也     | 1961年          | バックスバニー劇場                                                                                   |                                    |
| 内海賢二     | 1972年          | マンガ大作戦(TBS)                                                                                    |                                    |
| 肝付兼太     | 1980年代        | バッグス・バニーと愉快な仲間たち                                                                     |                                    |
| 江原正士     | 1989年 - 1993年 | バッグス・バニーのぶっちぎりステージ                                                                 | [ 4 ]                              |
| 高木渉       | 1996年 - 継続中 | ルーニー・テューンズ など                                                                            | [ 5 ]                              |
| 神代知衣     | 1987年          | Kid-PicsのVHS「世界のアニメ傑作集（2）「がまんくらべ（The impatient Patient）」（規格品番：PC-02）」 | ダフィーは女性声優が担当している。 |
| 石森達幸     | 1997年          | ロジャー・ラビット                                                                                   |                                    |
| 山岸功       | 2005年          | ベビー・ルーニー・テューンズ                                                                         |                                    |
| 山口勝平     | 1990年代        | アンティーク・アニメコレクション「ダフィー・ダック」（IVC）                                          |                                    |

## 出演作品

### 短編映画
- ポーキーのアヒル狩り Porky's Duck Hunt 1937年
- ダフィとエッグヘッド Daffy Duck and Egghead 1938年
- ポーキーのあひる大戦争 What Prince Porky 1938年
- おれ様はボクサー Porky and Daffy 1938年
- ポーキーとやぶ医者 The Daffy Doc. 1938年
- ダフィ、ハリウッドに行く Daffy Duck in Hollywood 1938年
- ダフィと恐竜 Daffy Duck and the Dinosaur 1939年
- ダフィーの砦を守れ Scalp Trouble 1939年
- ズルがしこいアヒル Wise Quacks 1939年
- アニメキャラはつらいよ You Ought to Be in Pictures 1940年
- ダフィーの迷惑マジック The Henpecked Duck 1941年
- 可愛さ余って憎さ百倍 My Favorite Duck 1942年
- 避けるか避けまいか To Duck or Not to Duck 1943年
- ヤンキー・ドゥードル・ダフィ Yankee Doodle Daffy 1943年
- ダフィのスクラップ Scrap Happy Daffy 1943年
- 名曲の喧しい夕べ A Corny Concerto 1943年
- ダフィのコマンド Daffy the Commando 1943年
- ダフィの騎兵隊 Slightly Daffy 1944年
- ダフィー対ハタ・マリ Plane Daffy 1944年
- ダフィーの召集令状 Draftee Daffy 1945年
- 本屋は大騒動 Book Revue 1946年
- 赤ちゃん配達便 Baby Bottleneck 1946年
- ダフィの落書天国 Daffy Doodles 1946年
- ダフィー、ハリウッドに行く Hollywood Daffy 1946年
- ダフィの銀行強盗 The Great Piggy Bank Rebbery 1946年
- ホテルは大騒ぎ A Pest in the House 1947年
- 愉快なメキシコ旅行 Mexican Joyride 1947年
- 狩猟絶対反対 What Makes Daffy Duck 1948年
- ベビーシッター落第 The Up - Standing Sitter 1948年
- ステューパー・セールスマン The Stupor Salesman 1948年
- 家なしダッフィ Riff Raffy Daffy 1948年
- ズルがしこいアヒル Wise Quackers 1949年
- 苦肉のダック肉 Holiday For Drumsticks 1949年
- 共同作戦 Daffy Duck Hunt 1949年
- 無公害エンジン Boobs in them Woods 1950年
- スカーレット・パンパニケル The Scarlet Pumpernickel 1950年
- ダフィの結婚 His Bitter Half 1950年
- 産みにくいアヒルの子 Golden Yeggs 1950年
- 命がけのクイズ・ショー The Ducksters 1950年
- 標的は誰だ Rabbit Fire 1951年
- 保安官ドリッパロング・ダフィー Drip-Along Daffy 1951年
- やっかいなもらい物 The Prize Pest 1951年
- カモブタ道中記 Thumb Fun 1952年
- 綿をつめた渡り鳥 Cracked Quack 1952年
- ちゃっかりウサギ狩り Rabbit Seasoning 1952年
- 私立探偵ダック・ドレイク The Super Snooper 1952年
- しょうがない傷害保険 Fool Coverage 1952年
- カモにされたカモ Duck Amuck 1953年
- ムキムキバトル Muscle Tussle 1953年
- ダフィー・ウォーズ Duck Dodgers in the24 ½th Century 1953年
- 何のシーズン? Duck! Rabbit,Duck! 1953年
- 究極の未来型ホーム Design for Leaving 1954年
- アヒル狩り Quack Shot 1954年
- 正義のガンマンダフィーとポーキー My Little Duckaroo 1954年
- ダックと豆の木 Beanstalk Bunny 1955年
- コウノトリを撃退せよ Stork Naked 1955年
- サハラでハラハラ Sahara Hare 1955年（カメオ出演）
- これも人生? This Is a Life? 1955年
- ハチャメチャ激安ホテル Dime to Retire 1955年
- カモはどっちだ The High and the Flighty 1956年
- 宇宙刑事ポーキー&ダフィー Rocked Squad 1956年
- ステューパー・ダック Stupor Duck 1956年
- スターはつらいよ A Star Is Bored 1956年
- ドアロック・ホームズの冒険 Deduce, You Say 1956年
- アリババ・バニー Ali Baba Bunny 1957年
- ボストン・クワッキー Boston Quackie 1957年
- ダック対デビル Ducking the Devil 1957年
- ショービズはキビシ Show Biz Bugs 1957年
- 飼いガモはつらいヨ! Don't Axe Me 1958年
- ダフィーはロビンフッド Robin Hood Daffy 1958年
- さらばチャイナ・ジョーンズ China Jones 1959年
- 赤ちゃんにご用心 Apes of Wrath 1959年（カメオ出演）
- バニーな人々(People Are Bunny、1959年)
- インタビュー・ウィズ・バッグスバニーPerson to Bunny 1960年
- 恐怖の雪男 The Abominable Snow Rabbit 1961年
- ホテル・トラブル Daffy's inn Trouble 1961年
- 船上マジック合戦 Good Noose 1962年
- さんざんダフィーざんすー Fast Buck Duck 1963年
- 早とちりの百万 The Million Hare 1963年
- むなしきウォーター Aqua Duck 1963年
- 取れぬウサギの皮算用 The Iceman Ducketh 1964年
- 戦場にこけるダフィー Assault and Peppered 1965年
- 狩りにガッカリ Suppressed Duck 1965年
- めいわくポリスマン Corn on the Cop 1965年
- どうしてもとうもろこし! Chili Corn Corny 1965年
- とめないで!ミュージック Go Go Amigo 1965年
- 家とりゲーム The Astroduck 1966年
- ダフィー、ゴンザレスに挑戦 Daffy Rents 1966年
- 流れ者ダフィーVSおたずね者ゴンザ Feather Finger 1966年
- ダフィーのバーガーショップ Daffy's Diner 1967年
- 楽しい?船旅 Go Away Stowaway 1967年
- ずっこけバースデー Flesta Fiasco 1967年
- ダフィー・ウォーズ2 Duck Dodgers and the Return of the 24 1/2th Century 1980年
- キネマ・パニック Box Office Bunny 1991年
- キャロットブランカ Carrotblanca 1995年
- スーパー・ダック Superior Duck 1996年
- ダフィー狂詩曲 Daffy's Rhapsody 2012年

このキャラクター以外の作品は「ルーニー・テューンズとメリー・メロディーズの短編映画」を参照

### 長編映画
- ロジャー・ラビット（Who Framed Roger Rabbit、1988年）（カメオ出演）
- グレムリン2 新・種・誕・生 (Gremlins 2: The New Batch, 1990年)（カメオ出演）
- スペース・ジャム（Space Jam、1996年）
- ルーニー・テューンズ:バック・イン・アクション（Looney Tunes: Back in Action、2003年）
- スペース・プレイヤーズ（Space Jam: A New Legacy、2021年）
- The Day the Earth Blew Up: A Looney Tunes Movie　2024年

### テレビ放送
- タイニー・トゥーンズ （Tiny Toon Adventures 1990年 - 1995年）
- ベビー・ルーニー・テューンズ （Baby Looney Tunes 2003年 - 2006年）
- ダック・ドジャース （Duck Dodgers 2003年 - 2005年）
- ルーニー・テューンズ・ショー （The Looney Tunes Show 2011年 - 2014年）
- 新 ルーニー・テューンズ（New Looney Tunes 2015年 - 2020年）
- ルーニー・テューンズ・カートゥーンズ（Looney Tunes Cartoons 2020年 - ）
- バッグス・バニー ビルダーズ（Bugs Bunny Builders 2022年 - ）

## DVD
ダフィーのみのDVDを記述する。
- アンティーク・アニメコレクション「ダフィー・ダック」